# Фалтан
Фалтан (фр. Falletans) насеље је и општина у источној Француској у региону Франш-Конте, у департману Јура која припада префектури Доле.
По подацима из 2011. године у општини је живело 397 становника, а густина насељености је износила 16,3 становника/km². Општина се простире на површини од 24,35 km². Налази се на средњој надморској висини од 219 метара (максималној 264 m, а минималној 200 m).

## Демографија
| 1962. | 1968. | 1975. | 1982. | 1990. | 1999. | 2011. |
| ----- | ----- | ----- | ----- | ----- | ----- | ----- |
| 260   | 262   | 274   | 282   | 279   | 309   | 397   |

График промене броја становника у току последњих година